# 勃拉睾酮
勃拉睾酮（INN：bolasterone；开发代号：U-19763），也称为7α,17α-二甲基睾酮，是一种17α-烷基化雄激素/合成代谢类固醇，用于兽医学。它的结构与睾酮非常相似，并且像甲基睾酮一样，在C17α处有一个甲基基团以增加口服生物利用度。此外，它在C7α位置也发生了甲基化，类似于其7β-甲基化异构体卡芦睾酮。该药物的合成代谢与雄激素活性比为低至中等，与类似于氟甲睾酮。
勃拉甾酮被列入世界反兴奋剂机构的禁用物质清单，因此被禁止在大多数主要体育运动中使用。